# 沈绿叶
沈绿叶（1968年—），湖南武冈人，苗族，中华人民共和国政治人物、第十二届全国人民代表大会湖南地区代表。
加入中国共产党。2013年，担任全国人大代表。